# Mahajanga I
Mahajanga I är ett distrikt i Madagaskar.   Det ligger i regionen Boenyregionen, i den norra delen av landet, 400 km norr om huvudstaden Antananarivo. Antalet invånare är 220 629.